# Marconnelle
Marconnelle è un comune francese di 1 213 abitanti situato nel dipartimento del Passo di Calais nella regione dell'Alta Francia.

## Geografia fisica
Il suo territorio comunale è attraversato dal fiume Ternoise.

## Storia
Intorno al 1910 un nutrito numero di emigranti provenienti dal comune italiano di Foligno si stanziò nella cittadina.

### Simboli
Essere messi schiena contro schiena come i santi di Marconnelle (dos à dos comme les saints d’Marconnelle), è un'espressione popolare molto usata nella regione. Le immagini dei due santi in legno dipinto sono oggi visibili sopra la porta laterale della chiesa della Santa Croce, che risale al 1791. Questo detto ha un'origine remota e sono state formulate due ipotesi per spiegarne l'origine:
- intorno all'anno Mille due notabili donarono ciascuno una statua alla pieve. Il sacerdote era molto imbarazzato nel collocare i santi nel luogo designato dai generosi donatori: contro il muro, vicino al vangelo all'ingresso del coro. Propose quindi di metterli schiena contro schiena, Sant'Eligio di fronte ai fedeli e San Nicola di fronte al Buon Dio;
- un'altra ipotesi dice che trovandosi Marconnelle al confine tra Artois e Piccardia, ogni santo guarderebbe in una direzione.[2]

## Società

### Evoluzione demografica
Abitanti censiti